# Football Alliance
A Football Alliance egy már megszűnt angol labdarúgó-bajnokság, melyet 1889-ben hoztak létre a The Football League riválisaként.
Hasonlóan a rivális ligához, tizenkét csapat alkotta, és olyan csapatok vettek részt benne, mint a Manchester United (akkori nevén Newton Heath), a Stoke City vagy a Nottingham. 1892-ben szűnt meg, mikor csapatai beolvadtak a The Football League-be, ki-ki az első- vagy a másodosztályba.

## Résztvevők
| Klub                   | Csatlakozott | Kilépett |
| ---------------------- | ------------ | -------- |
| Ardwick                | 1891         | 18922    |
| Birmingham St George's | 1889         | 1892     |
| Bootle                 | 1889         | 18922    |
| Burton Swifts          | 1891         | 18922    |
| Crewe Alexandra        | 1889         | 18922    |
| Darwen                 | 1889         | 18911    |
| Grimsby Town           | 1889         | 18922    |
| Lincoln City           | 1891         | 18922    |
| Long Eaton Rangers     | 1889         | 1890     |
| Newton Heath           | 1889         | 18921    |
| Nottingham Forest      | 1889         | 18921    |
| Small Heath            | 1889         | 18922    |
| Stoke                  | 1890         | 18911    |
| Sunderland Albion      | 1889         | 1891     |
| The Wednesday          | 1889         | 18921    |
| Walsall Town Swifts    | 1889         | 18922    |

Notes
1 A bajnokság megszűnése után a Football League First Divisionhöz csatlakozott.

2 A bajnokság megszűnése után a Football League Second Divisionhöz csatlakozott.

## Győztesek
| Szezon  | Klub              |
| ------- | ----------------- |
| 1889–90 | The Wednesday     |
| 1890–91 | Stoke             |
| 1891–92 | Nottingham Forest |

## Fordítás
- Ez a szócikk részben vagy egészben  a   Football Alliance című angol Wikipédia-szócikk fordításán alapul.  Az eredeti cikk szerkesztőit annak laptörténete sorolja fel. Ez a jelzés csupán a megfogalmazás eredetét és a szerzői jogokat jelzi, nem szolgál a cikkben szereplő információk forrásmegjelöléseként.